# TagLib
Die TagLib ist eine freie Programmbibliothek zum Lesen und Bearbeiten von in Audio-Dateien eingebetteten Metadaten.
Sie beherrscht mit APEv2, ID3 und Vorbis comment alle relevanten Metadatenformate für Audio-Dateien. Es findet Tags in Dateien einer Reihe von Formaten (MP3, Ogg Vorbis, Speex, Musepack, Monkey’s Audio, Free Lossless Audio Codec, WavPack, True Audio, WMA, MP4, WAVE, AIFF, Opus (ab Version 1.9)). Unicode wird voll unterstützt. Es gibt Sprachanbindungen für die Programmiersprachen C, Perl, Python und Ruby.
TagLib wird unter der Leitung von Scott Wheeler in der Programmiersprache C++ entwickelt und hat keine Laufzeit-Abhängigkeiten zu anderer Software.
Die Bibliothek wird als freie Software unter den Bedingungen von wahlweise der GNU Lesser General Public License (LGPL) oder der Mozilla Public License (MPL) verbreitet. Sie ist plattformunabhängig, wobei Unix-artige Systeme, Windows und macOS offiziell unterstützt werden. Sie ist bei allen populären Linux-Distributionen direkt aus den Standard-Paketquellen installierbar oder in Desktop-Systemen sogar häufig standardmäßig vorinstalliert.

Sie ist die Basis der „Tagging“-Funktionalität einer Reihe von Wiedergabe-Software, darunter Amarok und VLC media player, wird aber zum Beispiel auch bei dem Onlinedienst last.fm oder dem Dateimanager Gnome Commander verwendet.
Die Entwicklung begann 2002 und Version 1.0 wurde am 22. Januar 2004 veröffentlicht.